# محمد الخميسي
محمد الخميسي، إعلامي ومقدم برامج سعودي.

## بداياته
بدأ تجربته الإعلامية في صحيفة إيلاف الإلكترونية رئيسًا لقسم أخبار الخليج، وفي الوقت نفسه كان مذيعًا في قناة الاقتصادية الخاصة، وقدم عبرها برنامجين الأول جيل 21 وهو يهتم بقضايا الشباب، ولاحقًا قدم برنامج (اليوم) لمدة سنة ونصف يومياً، ويعنى بأهم القضايا المحلية. 
انتقل بعد ذلك إلى دبي وعمل مديرًا لتحرير موقع مجلة فوربس الأمريكية.
والآن يقدم برنامج الراحل، وبرنامج وينك الذي حظي بنسبة مشاهدة عالية على قناة روتانا خليجية.